# El quinto centenario
El quinto centenario es una historieta serializada entre 1991 y 1992 del dibujante de cómics español Francisco Ibáñez perteneciente a la serie Mortadelo y Filemón.

## Sinopsis
Se va a celebrar el quinto centenario del descubrimiento de América. El profesor Bacterio ha reajustado la máquina del cambiazo (que antes solo hacía cambios de lugar) para que además pueda viajar por el tiempo, así que deciden enviar a Mortadelo y Filemón 500 años hacia el futuro para poder ver lo que ocurrirá.
Pero el invento no funciona y la máquina envía a los agentes 500 años hacia el pasado, justo a 1492. En esa época, Mortadelo y Filemón conocerán a Cristóbal Colón y le acompañarán en su viaje a América.

## Comentario
En este tebeo Ibáñez recrea con una visión cómica el viaje de Colón. Muchos de los personajes que aparecen tienen caras conocidas como Colón (Felipe González), el Padre Prior del Monasterio de La Rábida 
(José María Aznar), Fray Requemado Sinsilla, mano derecha de Colón en el viaje (Alfonso Guerra), los Reyes Católicos (Lola Flores y Santiago Carrillo), Solcháguez (Solchaga) encargado del presupuesto real, o el jefe de los indígenas (Fidel Castro), etc. 
Además en este tebeo aparecen personajes de Ibáñez como Pepe Gotera y Otilio (Los Hermanos Pinzón) o Rompetechos (el vigía, Rompetechos de Triana). Los personajes hablan en un cómico castellano antiguo, excepto Mortadelo y Filemón que hablan normalmente.
En el episodio, Ibañez hace una sátira política de la España del momento, y aprovecha, de paso, para satirizar los viajes de Cristóbal Colón.